# Spaniens Grand Prix 2017
Spaniens Grand Prix 2017, officiellt Formula 1 Gran Premio De Espana Pirelli 2017, var ett Formel 1-lopp som kördes 14 maj 2017 på Circuit de Barcelona-Catalunya i Montmeló i Spanien. Loppet var det femte av sammanlagt tjugo deltävlingar ingående i Formel 1-säsongen 2017 och kördes över 66 varv.

## Resultat

### Kval
| Pos.                    | Nr | Förare            | Konstruktör               | Kvaltider | Kvaltider | Kvaltider | Start- grid |
| Pos.                    | Nr | Förare            | Konstruktör               | Q1        | Q2        | Q3        | Start- grid |
| ----------------------- | -- | ----------------- | ------------------------- | --------- | --------- | --------- | ----------- |
| 1                       | 44 | Lewis Hamilton    | Mercedes                  | 1.20,511  | 1.20,210  | 1.19,149  | 1           |
| 2                       | 5  | Sebastian Vettel  | Ferrari                   | 1.20,939  | 1.20,295  | 1.19,200  | 2           |
| 3                       | 77 | Valtteri Bottas   | Mercedes                  | 1.20,991  | 1.20,300  | 1.19,373  | 3           |
| 4                       | 7  | Kimi Räikkönen    | Ferrari                   | 1.20,742  | 1.20,621  | 1.19,439  | 4           |
| 5                       | 33 | Max Verstappen    | Red Bull Racing-TAG Heuer | 1.21,430  | 1.20,722  | 1.19,706  | 5           |
| 6                       | 3  | Daniel Ricciardo  | Red Bull Racing-TAG Heuer | 1.21,704  | 1.20,855  | 1.20,175  | 6           |
| 7                       | 14 | Fernando Alonso   | McLaren-Honda             | 1.22,015  | 1.21,251  | 1.21,048  | 7           |
| 8                       | 11 | Sergio Pérez      | Force India-Mercedes      | 1.21,998  | 1.21,239  | 1.21,070  | 8           |
| 9                       | 19 | Felipe Massa      | Williams-Mercedes         | 1.22,138  | 1.21,222  | 1.21,232  | 9           |
| 10                      | 31 | Esteban Ocon      | Force India-Mercedes      | 1.21,901  | 1.21,148  | 1.21,272  | 10          |
| 11                      | 20 | Kevin Magnussen   | Haas-Ferrari              | 1.21,945  | 1.21,329  |           | 11          |
| 12                      | 55 | Carlos Sainz, Jr. | Toro Rosso                | 1.21,941  | 1.21,371  |           | 12          |
| 13                      | 27 | Nico Hülkenberg   | Renault                   | 1.22,091  | 1.21,397  |           | 13          |
| 14                      | 8  | Romain Grosjean   | Haas-Ferrari              | 1.21,822  | 1.21,517  |           | 14          |
| 15                      | 94 | Pascal Wehrlein   | Sauber-Ferrari            | 1.22,327  | 1.21,803  |           | 15          |
| 16                      | 9  | Marcus Ericsson   | Sauber-Ferrari            | 1.22,332  |           |           | 16          |
| 17                      | 30 | Jolyon Palmer     | Renault                   | 1.22,401  |           |           | 17          |
| 18                      | 18 | Lance Stroll      | Williams-Mercedes         | 1.22,411  |           |           | 18          |
| 19                      | 2  | Stoffel Vandoorne | McLaren-Honda             | 1.22,532  |           |           | 20a         |
| 20                      | 26 | Daniil Kvyat      | Toro Rosso                | 1.22,746  |           |           | 19          |
| 107 %-gränsen: 1.26,147 |    |                   |                           |           |           |           |             |
| Källor:                 |    |                   |                           |           |           |           |             |

- ^a  – Stoffel Vandoorne bestraffades med tio platsers nedflyttning på startgriden efter att ett flertal komponenter, utanför det tillåtna, i motorenheten bytts ut.[5]

### Lopp
| Pos.    | Nr | Förare            | Konstruktör               | Varv | Tid/Bröt    | Grid | Poäng |
| ------- | -- | ----------------- | ------------------------- | ---- | ----------- | ---- | ----- |
| 1       | 44 | Lewis Hamilton    | Mercedes                  | 66   | 1:35.56,497 | 1    | 25    |
| 2       | 5  | Sebastian Vettel  | Ferrari                   | 66   | +3,490      | 2    | 18    |
| 3       | 3  | Daniel Ricciardo  | Red Bull Racing-TAG Heuer | 66   | +1.15,820   | 6    | 15    |
| 4       | 11 | Sergio Pérez      | Force India-Mercedes      | 65   | +1 varv     | 8    | 12    |
| 5       | 31 | Esteban Ocon      | Force India-Mercedes      | 65   | +1 varv     | 10   | 10    |
| 6       | 27 | Nico Hülkenberg   | Renault                   | 65   | +1 varv     | 13   | 8     |
| 7       | 55 | Carlos Sainz Jr.  | Toro Rosso                | 65   | +1 varv     | 12   | 6     |
| 8       | 94 | Pascal Wehrlein   | Sauber-Ferrari            | 65   | +1 varv     | 15   | 4     |
| 9       | 26 | Daniil Kvyat      | Toro Rosso                | 65   | +1 varv     | 19   | 2     |
| 10      | 8  | Romain Grosjean   | Haas-Ferrari              | 65   | +1 varv     | 14   | 1     |
| 11      | 9  | Marcus Ericsson   | Sauber-Ferrari            | 64   | +2 varv     | 16   |       |
| 12      | 14 | Fernando Alonso   | McLaren-Honda             | 64   | +2 varv     | 7    |       |
| 13      | 19 | Felipe Massa      | Williams-Mercedes         | 64   | +2 varv     | 9    |       |
| 14      | 20 | Kevin Magnussen   | Haas-Ferrari              | 64   | +2 varv     | 11   |       |
| 15      | 30 | Jolyon Palmer     | Renault                   | 64   | +2 varv     | 17   |       |
| 16      | 18 | Lance Stroll      | Williams-Mercedes         | 64   | +2 varv     | 18   |       |
| Bröt    | 77 | Valtteri Bottas   | Mercedes                  | 38   | Turbo       | 3    |       |
| Bröt    | 2  | Stoffel Vandoorne | McLaren-Honda             | 32   | Kollision   | 20   |       |
| Bröt    | 33 | Max Verstappen    | Red Bull Racing-TAG Heuer | 1    | Kollisionb  | 5    |       |
| Bröt    | 7  | Kimi Räikkönen    | Ferrari                   | 0    | Kollisionb  | 4    |       |
| Källor: |    |                   |                           |      |             |      |       |

- ^b  – Valtteri Bottas kom iväg bra från sin tredjeposition på startgriden men var tvungen att bromsa tidigt i första kurvan för att undvika att köra in i ledande Sabastian Vettel och tvåan Lewis Hamilton som bägge hade hjulspinn vid starten. Bottas, som klarade sig oskadd ur situationen körde in i sidan på Kimi Räikkönen som i sin tur körde in i sidan på Max Verstappen. Räikkönen och Verstappen tvingades båda två att bryta med skador på styrarmar och hjulupphängning som följd.[9]